# Lutherische Messen (Bach)
Als Johann Sebastian Bachs Lutherische Messen oder Kleine Messen bezeichnet man seine vier Kyrie-Gloria-Messen in F-Dur, A-Dur, g-Moll und G-Dur, BWV 233 bis 236. Sie vertonen nur das Kyrie und Gloria der Lateinischen Messe und werden daher auch Missa brevis genannt. Zur selben Gattung zählt auch die Missa aus Kyrie und Gloria, die Bach 1733 komponierte und die er später zur h-Moll-Messe erweiterte.

## Allgemeines
Die vollständige Vertonung aller Teile der Messe  („Missa tota“) besteht aus dem fünfteiligen Ordinarium: Kyrie, Gloria, Credo, Sanctus mit Hosanna und Benedictus sowie Agnus Dei. Demgegenüber wird die Komposition von Kyrie und Gloria als „Missa brevis“ (Plural: Missae breves) und in der protestantischen Kirchenmusik auch als „lutherische Messe“ bezeichnet. Eine einheitliche Deutsche Messe konnte sich im Protestantismus nicht durchsetzen; weder war die Sprache noch der genaue Umfang festgelegt.
Der Name „Lutherische Messen“ knüpft zum einen an diese protestantische Tradition an, vorzugsweise Kyrie und Gloria zu vertonen. Kyrie-Gloria-Messen waren im 18. Jahrhundert „in Italien wie auch in Deutschland durchaus gebräuchlich“ und wurden „choraliter oder still zu Ende geführt“. In der protestantischen Kirchenmusik ist bereits früh eine Beschränkung auf die Vertonung von Kyrie und Gloria zu verzeichnen. Zum anderen bringt der Name zum Ausdruck, dass Bachs lateinische Messkompositionen für den lutherischen Gottesdienst konzipiert worden sind. Dem Bachforscher Christoph Wolff zufolge hat Bach die Figuralmessen für hohe kirchliche Feiertage in den Leipziger Gottesdiensten komponiert, möglicherweise auch für den protestantischen Hofgottesdienst in Dresden. Insbesondere seit der Urtextausgabe der Neuen Bach-Ausgabe, der wissenschaftlichen Standardedition des Johann-Sebastian-Bach-Instituts Göttingen und des Bach-Archivs Leipzig, ist der Name „Lutherische Messen“ in der Musikwissenschaft und bei CD-Einspielungen nahezu zu einem Synonym für Bachs lateinische Messen BWV 233–236 geworden: „Da für die protestantische Messe, die lediglich aus den beiden Teilen Kyrie und Gloria besteht, ein verbindlicher Begriff fehlt, hat sich – sowohl im deutschen als auch im englischen Sprachgebrauch – der Begriff ‚lutherisch‘ eingebürgert.“
Der Begriff „Lutherische Messen“ kann missverständlich sein, da es sich bei Bachs Werken um Kompositionen in lateinischer Sprache handelt. Zum anderen wurden während Bachs Kantorat in Leipzig auch andere Teile des Ordinariums wie das Credo gesungen. Als Alternative wurde deshalb von Konrad Küster die Bezeichnung „Kyrie-Gloria-Messen“ vorgeschlagen, die deskriptiv den Umfang der Messen angibt. „Missa brevis“ erscheint für Bachs Kompositionen weniger passend, weil hiermit in katholischer Tradition in der Regel kurze Vertonungen des vollständigen Ordinariums verstanden werden, „anstatt der, wie hier, sehr ausführlichen Vertonung nur des Kyrie und des Gloria, die man im lutherischen Bereich ebenfalls als „Missae“ bezeichnet (deshalb auch so die Titel der 4 Messen)“.
Die Lutherischen Messen sind wahrscheinlich einige Jahre nach der Missa für den Hof zu Dresden (1733), später Kyrie und Gloria der h-Moll-Messe, entstanden und werden heute spätestens um 1738/39 datiert. Arnold Schering vertrat die heute als überholt geltende These, dass Graf Franz Anton von Sporck der Auftraggeber von Bachs lateinischen Messen war und sie von diesem in Böhmen aufgeführt wurden.
Das Kyrie ist in diesen Kurzmessen jeweils ein einsätziger, dreiteiliger Chorsatz, der Gloria-Text ist jedoch in fünf Sätze aufgeteilt, mit Chorsätzen zu Beginn und Schluss und dazwischen eingeschobenen Soloarien. Die Gesamtdauer entspricht etwa der einer durchschnittlichen Kantate, – das lässt auf den praktischen Gebrauch im Gottesdienst schließen.
Ähnlich wie die h-Moll-Messe bestehen die Kleinen Messen fast ausschließlich aus Parodien, also Überarbeitungen von bereits vorhandenen Chören und Arien. Die herangezogenen Kantaten stammen überwiegend aus Bachs Zeit in Leipzig. Dazu waren Neufassungen der Singstimmenpartien notwendig, um den ursprünglichen deutschen Kantatentext durch lateinische Prosa zu ersetzen.
Diese Arbeiten lassen sich als Beleg für Bachs Bestreben in seinen späteren Jahren deuten, Werke, die ihm besonders wertvoll erschienen, in einen zeitenthobenen Zusammenhang zu stellen.

## Die einzelnen Messen

### Messe F-Dur BWV 233
| Satz | Titel                                                    | Typ        | Tempo, Taktart | Tonart | Bemerkung                      |
| ---- | -------------------------------------------------------- | ---------- | -------------- | ------ | ------------------------------ |
| 1    | Kyrie eleison – Christe, Christe eleison – Kyrie eleison | Chor       | ¢              | F-Dur  | Frühform als BWV 233a          |
| 2    | Gloria in excelsis                                       | Chor       | 6/8            | F-Dur  |                                |
| 3    | Domine Deus                                              | Bassarie   | 3/8            | C-Dur  | Möglicherweise aus BWV Anh. 18 |
| 4    | Qui tollis                                               | Sopranarie | (Adagio) c     | g-Moll | Aus Kantate BWV 102            |
| 5    | Quoniam tu solus                                         | Altarie    | (Vivace) 3/4   | d-Moll | Aus Kantate BWV 102            |
| 6    | Cum sancto Spiritu                                       | Chor       | (Presto) ¢     | F-Dur  | Aus Kantate BWV 40             |

### Messe A-Dur BWV 234
| Satz | Titel                                                    | Typ        | Tempo, Taktart            | Tonart   | Bemerkung                                                   |
| ---- | -------------------------------------------------------- | ---------- | ------------------------- | -------- | ----------------------------------------------------------- |
| 1    | Kyrie eleison – Christe, Christe eleison – Kyrie eleison | Chor       | (wechselnd)               | A-Dur    |                                                             |
| 2    | Gloria, Gloria in excelsis                               | Chor       | (wechselnd)               | A-Dur    | Aus Kantate BWV 67 (dort Satz 6)                            |
| 3    | Domine, Domine Deus                                      | Bassarie   | (Andante) c               | fis-Moll |                                                             |
| 4    | Qui tollis peccata                                       | Sopranarie | (Adagio) 3/4              | h-Moll   | Aus Kantate BWV 179, Satz 5 (Singstimme stark umgearbeitet) |
| 5    | Quoniam tu solus                                         | Altarie    | 6/8                       | D-Dur    | Aus Kantate BWV 79                                          |
| 6    | Cum sancto Spiritu                                       | Chor       | (Grave) c – (Vivace) 12/8 | A-Dur    | Vivace-Abschnitt aus Kantate BWV 136 (Eingangschor)         |

### Messe g-Moll BWV 235
| Satz | Titel                                                    | Typ       | Tempo, Taktart                     | Tonart | Bemerkung           |
| ---- | -------------------------------------------------------- | --------- | ---------------------------------- | ------ | ------------------- |
| 1    | Kyrie eleison – Christe, Christe eleison – Kyrie eleison | Chor      | c                                  | g-Moll | Aus Kantate BWV 102 |
| 2    | Gloria in excelsis                                       | Chor      | 3/4                                | g-Moll | Aus Kantate BWV 72  |
| 3    | Gratias agimus                                           | Bassarie  | ¢                                  | d-Moll | Aus Kantate BWV 187 |
| 4    | Domine Fili unigenite                                    | Altarie   | 3/8                                | B-Dur  | Aus Kantate BWV 187 |
| 5    | Qui tollis peccata, peccata mundi – Quoniam tu solus     | Tenorarie | (Adagio) c – (Un poco allegro) 3/8 | Es-Dur | Aus Kantate BWV 187 |
| 6    | Cum sancto, sancto Spiritu                               | Chor      | c                                  | g-Moll | Aus Kantate BWV 187 |

### Messe G-Dur BWV 236
| Satz | Titel                                                    | Typ              | Tempo, Taktart | Tonart | Bemerkung           |
| ---- | -------------------------------------------------------- | ---------------- | -------------- | ------ | ------------------- |
| 1    | Kyrie eleison – Christe, Christe eleison – Kyrie eleison | Chor             | ¢              | G-Dur  | Aus Kantate BWV 179 |
| 2    | Gloria in excelsis                                       | Chor             | (Vivace) ¢     | G-Dur  | Aus Kantate BWV 79  |
| 3    | Gratias agimus                                           | Bassarie         | 3/4            | D-Dur  | Aus Kantate BWV 138 |
| 4    | Domine Deus, Agnus Dei                                   | Sopran/Alt-Duett | ¢              | a-Moll | Aus Kantate BWV 79  |
| 5    | Quoniam tu solus                                         | Tenorarie        | (Adagio) c     | e-Moll | Aus Kantate BWV 179 |
| 6    | Cum sancto Spiritu                                       | Chor             | c – 3/4        | G-Dur  | Aus Kantate BWV 17  |

## Aufnahmen/Tonträger (Auswahl)

### Auf modernen Instrumenten
- Michel Corboz: Ensemble Vocal de Lausanne, Orchestre de Chambre de Lausanne, Sopran: Wally Staempfli, Mauricette Capt; Mezzosopran: Nicole Rossier-Maradan; Alt: Claudine Perret, Hanna Schaer; Tenor: John Elwes, Olivier Dufour; Bass: Philippe Huttenlocher, Michel Brodard. Erato. 1978.
- Martin Flämig: Dresdner Kreuzchor, Dresdner Philharmonie, Sopran: Renate Krahmer; Alt: Annelies Burmeister; Tenor: Peter Schreier; Bass: Theo Adam. Berlin Classics. 1995.
- Helmuth Rilling: Gächinger Kantorei, Bach-Collegium Stuttgart, Sopran: Elisabeth Speiser; Alt: Ingeborg Russ; Tenor: John van Kesteren; Bariton: Gerhard Faulstich; Bass: Jakob Stämpfli. Hänssler Classic, 2011.

### Auf historischen Instrumenten
- Konrad Junghänel, Cantus Cölln, Sopran: Sabine Goetz, Gabriele Hierdeis; Alt: Elisabeth Popien, Alexander Schneider, Kai Wessel; Tenor: Wilfried Jochens, Hans Jörg Mammel; Bass: Wolf Matthias Friedrich, Sebastian Noack, Markus Flaig. Harmonia Mundi France, 2006.
- Raphaël Pichon, Pygmalion, Sopran: Eugénie Warner; Alt: Terry Wey, Magid El-Bushra; Tenor: Emiliano Gonzalez-Toro; Bariton: Sydney Fierro; Bass: Christian Immler. Alpha, 2008/09.
- Philippe Herreweghe, Collegium Vocale Gent, Sopran: Agnès Mellon; Tenor: Christoph Prégardien; Bariton: Peter Kooy. Erato, 2010.
- Masaaki Suzuki: Bach Collegium Japan, Sopran: Hana Blažíková, Joanne Lunn; Alt: Robin Blaze, Gerd Türk; Bariton: Peter Kooij; Bass: Dominik Wörner. BIS Records 2015.
- Hans-Christoph Rademann, Gaechinger Cantorey, Sopran: Dorothee Mields, Alt: Benno Schachtner, Tenor: Benedikt Kristjánson, Bass: Tobias Berndt,  Carus 2017 (BWV 236).

## Notenausgaben
- Emil Platen, Marianne Helms (Hrsg.): Lutherische Messen und einzelne Messensätze. BWV 233, 234, 235, 236 / BWV 233a, 237, 238. BWV Anhang 26 mit BWV 242 (= Johann Sebastian Bach. Neue Ausgabe sämtlicher Werke (NBA) II/2). Bärenreiter, Kassel 2007. ISMN 9790006462681 (Suche im DNB-Portal)
- Johann Sebastian Bach: Vier lutherische Messen. Hrsg.: Emil Platen (= Bärenreiter Urtext). Bärenreiter, Kassel 2010 (Studienpartitur, Urtext). ISMN 9790006202324 (Suche im DNB-Portal)